# Stare Pole (gmina)
Stare Pole – gmina wiejska w Polsce położona w województwie pomorskim, w powiecie malborskim. W latach 1975–1998 gmina administracyjnie należała do województwa elbląskiego.
W skład gminy wchodzi 13 sołectw: Janówka, Kaczynos, Kikojty, Klecie, Kławki, Kraszewo, Królewo, Krzyżanowo, Stare Pole, Szlagnowo, Ząbrowo, Złotowo, Kaczynos-Kolonia
Siedziba gminy to Stare Pole.
Według danych z 30 czerwca 2004 gminę zamieszkiwało 4575 osób. Natomiast według danych z 31 grudnia 2019 roku gminę zamieszkiwało 4696 osób.

## Struktura powierzchni
Według danych z roku 2005 gmina Stare Pole ma obszar 79,72 km², w tym:
- użytki rolne: 76%
- użytki leśne: 3%

Gmina stanowi 16,12% powierzchni powiatu.

## Demografia

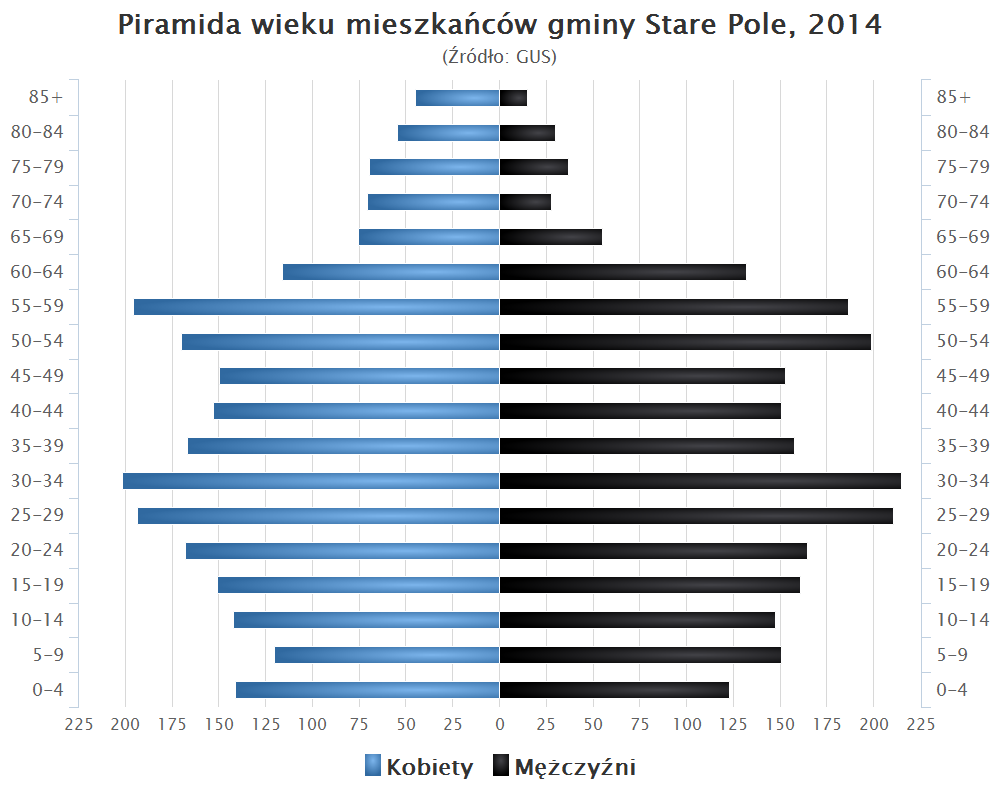
Piramida wieku mieszkańców gminy Stare Pole w 2014 roku

Dane z 30 czerwca 2004:
| Opis                              | Ogółem | Ogółem | Kobiety | Kobiety | Mężczyźni | Mężczyźni |
| --------------------------------- | ------ | ------ | ------- | ------- | --------- | --------- |
| jednostka                         | osób   | %      | osób    | %       | osób      | %         |
| populacja                         | 4575   | 100    | 2264    | 49,5    | 2311      | 50,5      |
| gęstość zaludnienia (mieszk./km²) | 57,4   | 57,4   | 28,4    | 28,4    | 29        | 29        |

## Pozostałe miejscowości niesołeckie
- Janowo Leśne, Kaczynos-Kolonia, Krasnołęka, Królewo Malborskie, Leklowy, Letniki, Parwark, Szaleniec, Zarzecze.

## Sąsiednie gminy
Dzierzgoń, Gronowo Elbląskie, Malbork (gmina wiejska), Malbork (miasto), Markusy, Nowy Staw, Stary Targ